# Конгалёв, Фёдор Иванович
Фёдор Иванович Конгалёв (1922—1987) — младший лейтенант Советской Армии, участник Великой Отечественной войны, Герой Советского Союза (1944).

## Биография
Фёдор Конгалёв родился 25 июля 1922 года в деревне Дербино Мстиславского уезда. После окончания школы-семилетки и курсов счетоводов работал по специальности в колхозе. В июле 1941 года Конгалёв был призван на службу в Рабоче-крестьянскую Красную Армию и направлен на фронт Великой Отечественной войны. Участвовал в боях под Ленинградом, подо Ржевом, Курской битве. К сентябрю 1943 года красноармеец Фёдор Конгалёв был разведчиком 326-й отдельной разведроты 246-й стрелковой дивизии 65-й армии Белорусского фронта. Отличился во время форсирования Десны, Сожа и Днепра.
16 сентября 1943 года Конгалёв под вражеским огнём неоднократно переправлялся через Днепр, перевозя разведгруппу, которая пробралась во вражеский тыл и выполнила поставленную перед ней задачу. 30 сентября он участвовал в боях за село Холминка на правом берегу Сожа, уничтожив 2 пулемётные точки, а затем в рукопашной схватке убив 11 солдат противника. 19 октября Конгалёв, находясь в составе разведгруппы, переправился через Днепр в районе деревни Мохов Лоевского района Гомельской области Белорусской ССР и провёл разведку, доставив командованию важные данные о вражеской обороне и выявив удобные для переправы места.
Указом Президиума Верховного Совета СССР «О присвоении звания Героя Советского Союза генералам, офицерскому, сержантскому и рядовому составу Красной Армии» от 15 января 1944 года за «образцовое выполнение боевых заданий командования на фронте борьбы с немецкими захватчиками и проявленными при этом отвагу и геройство» красноармеец Фёдор Конгалёв был удостоен высокого звания Героя Советского Союза с вручением ордена Ленина и медали «Золотая Звезда» за номером 3325.
В 1945 году Конгалёв окончил Тамбовское кавалерийское училище. В 1946 году в звании младшего лейтенанта он был уволен в запас. Проживал и работал в городе Мстиславле Могилёвской области. Скончался 19 января 1987 года.
Был также награждён орденом Отечественной войны 1-й степени и рядом медалей.